# Michael Scot

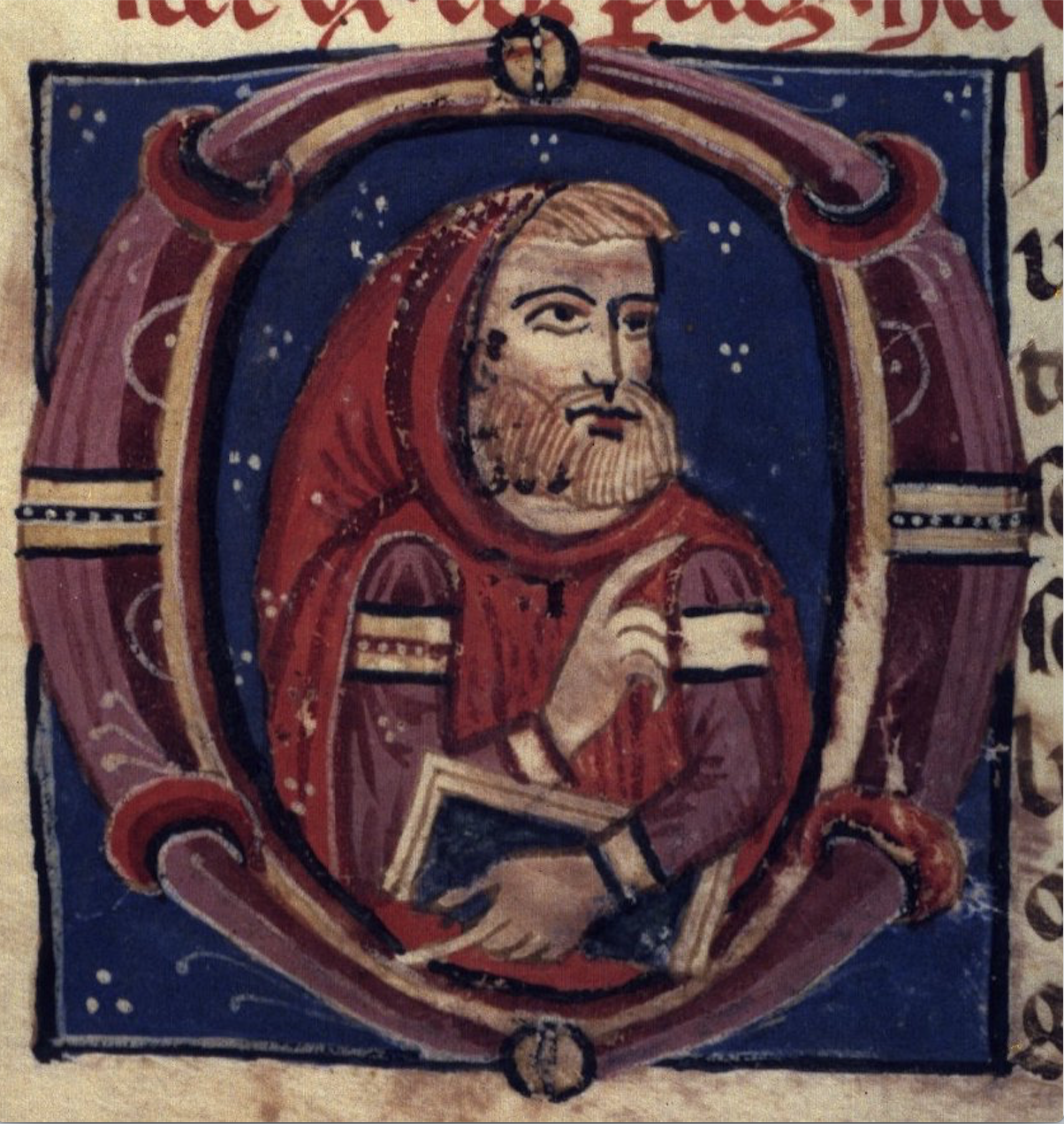
Michael Scot, illustratie, De physionomiae, folio 059r, Bodleian Library, Oxford

Michael Scot (ca. 1175 – 1235) was een veelzijdig middeleeuws geleerde. Hij was filosoof, wiskundige, vertaler, astroloog, magiër en alchemist.

## Jeugd en studie
Scot (Scotus, 'de Schot') werd geboren in Schotland en stamde mogelijk uit een adellijke familie uit Kircaldy in het graafschap Fife aan de Schotse oostkust. Hij ging naar school in het Engelse Durham waar hij de Durham School, een 'kathedrale' privékostschool, bezocht en vervolgde zijn studies aan de universiteiten van Oxford en Parijs. Hij wijdde zich daar aan de studie van filosofie, wiskunde, geneeskunde, theologie en astrologie. Op enig moment moet hij inderdaad een opleiding tot priester genoten hebben aangezien paus Honorius III hem in een brief noemt waarin hij aan Stephen Langton vraagt om Scot een zetel als geestelijke te verlenen in Engeland. Scot behoorde waarschijnlijk tot de geestelijke stand. De paus zelf droeg hem voor als aartsbisschop van Cashel in Ierland.

## Werkzaamheden
Voor 1209 vervoegde hij zich op diens verzoek aan het hof van keizer Frederik II in Palermo. Daar leerde hij Arabisch en maakte zoveel indruk op de keizer dat deze hem naar verschillende universiteiten in Europa zond om het werk van Aristoteles en de Arabische commentaren daarop meer bekendheid te geven. Hij vertaalde deze werken in Toledo van het Arabisch naar het Latijn. Zo vertaalde hij ook de Sphaera van de astronoom Alpetragius. Door zijn bekwaamheid in het Arabisch maakte hij ook kennis met het werk van Avicenna en Averroes. Scot studeerde in Toledo ook Hebreeuws, alchemie en astronomie/astrologie (destijds één discipline). Vanaf 1220 was Scot enkele jaren werkzaam in Bologna en mogelijk ook in Salerno. In 1224 trad hij als hofgeleerde (en hofastroloog) in dienst van keizer Frederik II. Scot was bovendien Frederiks persoonlijk adviseur en lijfarts. Frederik noemde Scot 'mijn meest dierbare meester'. Naar eigen zeggen stelde zijn kennis Scot in staat in de toekomst te zien. Hij stond in hoog aanzien bij de pausen Honorius III en Gregorius IX en hij bleef ook als hofgeleerde in contact met de curie. In 1228-1229 schreef Scot een driedelig handboek voor beginnende astronomen, Liber Introductorius en droeg het op aan de keizer. Verder schreef hij traktaten over verschillende onderwerpen, zoals alchemie, plantkunde en profetische verzen. Scot stelde ook een mysterieus toverboek samen met voorschriften over de toverstaf, de kleding en het 'zegel van de tovenaar'.
Scot kleedde zich afwijkend en gedroeg zich excentriek. Hij droeg de laatste Spaanse mode, een strak bovenhemd onder een wijde mantel met een brede, strakke gordel. Hij droeg een puntvormige Arabische geleerdenmuts over een ijzeren helm. Hij had immers zelf voorspeld dat hij door een vallende steen zou sterven en met de helm probeerde hij zijn lot te ontlopen.
De tweede versie van Fibonacci's beroemde boek over Wiskunde, "Liber Abaci", uit 1227, was opgedragen aan Micheal Scot en er is gesuggereerd dat Michael Scot zelfs een rol speelde in Fibonacci's beschrijving van de Fibonacci reeks. Scot had de Pisaan Leonardo Fibonacci met de keizer in contact gebracht.

## Diversiteit
Zijn grote geleerdheid, die zich ook uitbreidde tot theologie, geneeskunst en astronomie, leidde ertoe dat hem wel bekwaamheden van een tovenaar werden toegeschreven. In die hoedanigheid komt hij voor in Dantes Inferno, in het werk van Boccaccio en in The Lay of the Last Minstrel van Walter Scott.

## Levenseinde
Zijn eigen dood had Scot goed voorspeld. Tijdens een mis in 1235 zette hij 'op het moment van de consecratie' zijn helm af, toen een steen uit het gewelf van de kerk losliet en op zijn hoofd viel. Scot bekeek de steen en zag dat hij het formaat en gewicht juist had voorspeld. Hij had nog tijd om zijn zaken te regelen en stierf enkele dagen later. Keizer Frederik stierf vijftien jaar na Scot, op de plaats en in de omstandigheden, die Scot nauwkeurig had voorspeld.

## Werk
Scots eigen werken bestrijken het gebied van de astrologie, alchemie en occulte wetenschappen.
- Liber Physiognomiae
- Quaestio Curiosa de Natura Solis et Lunae
- Super auctorem spherae
- De chiromantia

- Bibsys: 90734945
- Biblioteca Nacional de España: XX5006229
- Bibliothèque nationale de France: cb12537336f (data)
- Catàleg d'autoritats de noms i títols de Catalunya: 981058523736906706
- CiNii: DA06905198
- Gemeinsame Normdatei: 118733613
- International Standard Name Identifier: 0000 0001 1030 8162
- Library of Congress Control Number: n83318295
- Nationale Bibliotheek van Tsjechië: nlk20010097040
- Nationale Bibliotheek van Israël: 987007267823805171
- Nederlandse Thesaurus van Auteursnamen: 071198091
- LIBRIS: 76830
- SNAC: w66q39hh
- Système universitaire de documentation: 034638334
- Union List of Artist Names: 500332963
- Virtual International Authority File: 89415245